# Bedros Tourian
Bedros Tourian (arménien : Պետրոս Դուրեան), né le 20 mai 1851 à Üsküdar (Constantinople) et mort de la tuberculose le 21 janvier 1872 à Constantinople à l'âge de 20 ans, est un acteur et un poète arménien de l'Empire ottoman,. Il est inhumé au Panthéon Komitas à Erevan.